# Björkebogård
Björkebogård är en bebyggelse nordost om Påarp i Kropps socken i Helsingborgs kommun. Från 2015 avgränsar SCB här en småort, som dock avregistrerades 2023.

## Historik
Orten är belägen på samma plats som den numera försvunna bondbyn Hjortshög i Kropps socken. Den ska inte förväxlas med den nuvarande, av SCB definierade småorten Hjortshög, som ligger en bit norrut vid korsningen av Hjortshögsvägen och Kroppavägen. Orten har istället fått namn efter gården Björkebo gård. Bondbyn förekommer för första gången i skrift 1133 i två olika källor, men är förmodligen mycket äldre än så. Efterledet "-hög" förekommer i ortnamn i området som härrör från ungefär år 0 fram till 800 e.Kr.